# Pogonomyrmex fossilis
Pogonomyrmex fossilis este o specie dispărută de furnici care a trăit în Eocen acum 34 de milioane de ani. Specia și-a construit cuiburi destinate în primul rând depozitării semințelor și cerealelor ca stoc de iarnă. Furnica are o lungime medie de șase milimetri și o lățime medie de 1,2 milimetri.
Prima fosilă a fost găsită în statul american Colorado, iar specia a fost descoperită și descrisă de Carpenter în 1930. În 2003, Pogonomyrmex fossilis a fost cea mai veche specie descrisă din genul Pogonomyrmex.